# Heiligenteich
Der Heiligenteich ist ein kleines, künstliches Stillgewässer in Darmstadt, Hessen.

## Geographie
Der Heiligenteich liegt am Nordostrand von Darmstadt-Kranichstein.
Der Teich ist ca. 150 Meter lang und ca. 70 Meter breit.

## Geschichte und Beschreibung
Im Jahre 1573 kaufte Landgraf Georg I. die so genannte „Heilige Wiese“. 
Die Wiese war vermutlich früher im Besitz einer geistlichen Institution.
Unter der Regentschaft des Landgrafen Georg I. wurde der Teich für die Karpfenzucht angelegt.
Der Teich versumpfte schnell, weil er wenig Durchfluss hatte.
Im Jahre 1816 wurde der Teich abgelassen und als Wiese an das Hofgut Kranichstein verpachtet.
Zu dieser Zeit war der Fischtransport aus dem Rhein billiger als die eigene Fischzucht.
Der Ertrag der Wiese war gering.
Ende des 19. Jahrhunderts wurde der Teich von dem Gutsverwalter Georg Baumann wieder unter Wasser gesetzt.
Der Teich diente nun der winterlichen Eisgewinnung für die Darmstädter Brauereien.
Zu jener Zeit wurde er „Baumannsteich“ genannt. 
Heute trägt der Teich wieder seinen historisch richtigen Namen.
Der Heiligenteich wird heute über einen Überlauf in den Ruthsenbach entwässert.
Der Teich befindet sich derzeit in Privatbesitz.
Im Jahre 2016 wurde das Areal eingezäunt.

## Flora
Der Heiligenteich ist von Wiesen umgeben.